# Cultura altrui nel metatesto
Peeter Torop definisce Cultura altrui nel metatesto come l'insieme di tutte le informazioni paratestuali riguardo all'autore e il contesto in cui il testo è nato, comprese introduzione, note, prefazione, postfazione, recensioni ecc. 
"Cultura altrui nel metatesto" è, a volte, semplificata con la sola parola "metatesto". Metatesto è però specificatamente il testo tradotto, derivato dal prototesto, secondo le denominazioni forgiate da Anton Popovič. Questo doppio significato della stessa parola (metatesto 1 come "cultura altrui nel testo tradotto" e metatesto 2 come "testo tradotto in sé") è giustificato dal fatto che sia il metatesto 1 che il metatesto 2 sono il risultato di un processo traduttivo che punta a trasformare il prototesto originale.  Inoltre,  dato che la traduzione metatestuale (cioè il testo tradotto in sé) è parte dei processi compresi nel concetto di “traduzione totale” (cioè tutta la cultura del testo tradotto trasposta nel metatesto), entrambi i risultati del processo possono essere definiti come metatesto. I traduttori, avendo una consapevolezza metaculturale, hanno il compito di rappresentare la cultura del confine tra la cultura altrui e la cultura ricevente perché conoscono le loro differenze. Quando traducono, possono decidere di inserire l'elemento altrui nella cultura propria così come si presenta oppure adattarlo alla loro cultura.  Il primo approccio è centripeto e riconosce le differenze appartenenti all'elemento altrui e le confronta con la cultura propria portando l'attenzione sulle differenze culturali; il secondo approccio è centrifugo e proietta all'esterno dei suoi sistemi interni gli schemi di percezione usati senza interessarsi delle differenze. Lo studioso israeliano Itamar Even-Zohar ha analizzato il legame tra i vari sistemi culturali introducendo il concetto di “polisistema letterario”. Even Zohar definisce “polisistema” l'intero universo semiotico e descrive alcune norme che regolano i legami tra i sistemi interni al polisistema secondo la loro posizione centrale o periferica e il loro atteggiamento statico o dinamico. Il sistema centrale è quello che più influenza gli altri mentre i sistemi periferici sono meno autosufficienti, più dinamici e tendono a essere influenzati dai sistemi centrali. Nei sistemi centrali i testi tradotti sono marginali mentre in quelli periferici sono centrali. I legami tra centralità e marginalità culturale influenzano la strategia traduttiva. Quando la cultura emittente è centrale e la cultura ricevente è periferica l'elemento altrui viene conservato.Al contrario quando la cultura emittente è periferica e quella ricevente è centrale l'appropriazione dell'elemento altrui è più frequente.Anche se difficili da capire, gli elementi appartenenti a un'altra cultura contribuiscono ad arricchire la cultura ricevente in cui vengono introdotti; al contrario, quando l'elemento esotico è adattato alla cultura ricevente, diventa invisibile per il lettore. A tale proposito il ricercatore israeliano Gideon Toury ha dato un contributo molto importante introducendo il concetto di “adeguatezza” e “accettabilità”. Nel caso dell'adeguatezza, la dominante è il mantenimento dell'integrità del prototesto, mentre nel caso dell'accettabilità, la dominante è la lettura scorrevole del prototesto tradotto nella cultura ricevente. “Se si segue il principio o norma dell'adeguatezza, il traduttore si concentra sulle caratteristiche distintive del testo originale: il suo linguaggio, il suo stile e gli elementi culturospecifici. Se invece prevale il principio dell'accettabilità, il fine del traduttore è di produrre un testo comprensibile in cui il linguaggio e lo stile sono pienamente compatibili con le convenzioni linguistiche e culturali della cultura ricevente. I due principi non si escludono a vicenda: il traduttore può seguire contemporaneamente entrambe le norme”. In altre parole, Toury definisce l'adeguatezza come “la traduzione del prototesto letterario” e l'accettabilità come “la creazione di un metatesto letterario” (non è certo che i metatesti creati in questo modo siano le traduzioni dei prototesti). Scegliendo l'adeguatezza, i testi possono risultare difficili per i lettori, mentre l'accettabilità rischia di dare al lettore l'illusione che tutte le culture siano simili alla sua.